# Oakwood (Texas)
Oakwood è un centro abitato degli Stati Uniti d'America situato nella contea di Freestone dello Stato del Texas.
La popolazione era di 510 persone al censimento del 2010.

## Geografia fisica
Oakwood è situata a 31°35′05″N 95°51′02″W (31.584816, -95.850666).
Secondo lo United States Census Bureau, ha un'area totale di 1,1 miglia quadrate (2.8 km²).

## Società

### Evoluzione demografica
Secondo il censimento del 2000, c'erano 471 persone, 199 nuclei familiari e 131 famiglie residenti nella città. La densità di popolazione era di 429,9 persone per miglio quadrato (165,3/km²). C'erano 256 unità abitative a una densità media di 233,7 per miglio quadrato (89,9/km²). La composizione etnica della città era formata dal 62,42% di bianchi, il 35,03% di afroamericani, lo 0,21% di nativi americani, lo 0,21% di asiatici, l'1,70% di altre razze, e lo 0,42% di due o più etnie. Ispanici o latinos di qualunque razza erano il 3,18% della popolazione.
C'erano 199 nuclei familiari di cui il 23,6% aveva figli di età inferiore ai 18 anni, il 44,2% erano coppie sposate conviventi, il 17,1% aveva un capofamiglia femmina senza marito, e il 33,7% erano non-famiglie. Il 30,2% di tutti i nuclei familiari erano individuali e il 16,1% aveva componenti con un'età di 65 anni o più che vivevano da soli. Il numero di componenti medio di un nucleo familiare era di 2,37 e quello di una famiglia era di 2,94.
La popolazione era composta dal 24,0% di persone sotto i 18 anni, il 7,9% di persone dai 18 ai 24 anni, il 19,7% di persone dai 25 ai 44 anni, il 27,6% di persone dai 45 ai 64 anni, e il 20,8% di persone di 65 anni o più. L'età media era di 44 anni. Per ogni 100 femmine c'erano 88,4 maschi. Per ogni 100 femmine dai 18 anni in giù, c'erano 82,7 maschi.
Il reddito medio di un nucleo familiare era di 25.625 dollari, e quello di una famiglia era di 33.750 dollari. I maschi avevano un reddito medio di 34.375 dollari contro i 20.938 dollari delle femmine. Il reddito pro capite era di 16.371 dollari. Circa il 13,9% delle famiglie e il 19,6% della popolazione erano sotto la soglia di povertà, incluso il 14,3% di persone sotto i 18 anni e il 26,6% di persone di 65 anni o più.